# Laserski oružani sustav AN/SEQ-3
AN/SEQ-3 Laser Weapon System ili XN-1 LaWS je lasersko oružje koje je razvila Mornarica Sjedinjenih Država. Oružje je postavljeno na USS Ponce za testiranje na terenu 2014. U prosincu 2014., Mornarica Sjedinjenih Američkih Država izvijestila je da je sustav LaWS savršeno funkcionirao protiv asimetričnih prijetnji niske razine te da je zapovjednik Poncea ovlašten koristiti sustav kao obrambeno oružje.

## Svrha
LaWS je brodski obrambeni sustav koji je do sada upotrijebljen protiv bespilotne letjelice (UAV ili dron) i simuliranog malog napadača na brod. LaWS koristi infracrvenu zraku iz poluprovodničkog laserskog niza koji se može podesiti na visoku izlaznu snagu da uništi metu ili nisku izlaznu snagu da upozori ili onesposobi senzore mete. Jedna od njegovih prednosti u odnosu na projektilno oružje je niska cijena po hicu: svako opaljenje iz oružja zahtijeva samo minimalne troškove generiranja energetskog pulsa; nasuprot tome, ubojna sredstva za projektilno oružje moraju biti dizajnirana, proizvedena, njima se mora rukovati, transportirati i održavati te zauzimaju skladišni prostor.
LaWS je dizajniran za korištenje protiv asimetričnih prijetnji niske razine. Skalabilne razine snage dopuštaju da se koristi na niskoj snazi da nesmrtonosno zasljepljuje oči osobe i da se koristi na visokoj snazi, do 30 kilovata, za prženje senzora, spaljivanje motora i detoniranje eksplozivnih materijala.  LaWS može oboriti mali UAV za samo dvije sekunde. Kada je suočen s malim čamcima, laser može ciljati motor plovila kako bi ga onesposobio, zatim to ponoviti protiv drugih čamaca u brzom slijedu, zahtijevajući samo nekoliko sekundi paljbe po čamcu. Ciljanje platforme je učinkovitije od ciljanja pojedinačnih članova posade, iako je LaWS dovoljno precizan da cilja eksplozivne rakete ako su na njoj, čije bi detonacije mogle ubiti operatere. Protiv veće letjelice poput helikoptera, LaWS može progorjeti neke vitalne komponente i uzrokovati rušenje.

## Povijest
U 2010., Kratos Defence & Security Solutions dobio je ugovor vrijedan 11 milijuna dolara za potporu Naval Surface Warfare Center (NSWC) u razvoju LaWS-a za program američke mornarice usmjerene energije i sustava električnog oružja (DE&EWS). Test NSWC-a iz svibnja 2012. koristio je sustav kontrole oružja iz neposredne blizine kako bi se omogućilo usmjeravanju snopa da prati metu u obliku bespilotne letjelice.

### Raspoređivanje
LaWS je raspoređen na Ponceu krajem kolovoza 2014. u Perzijskom zaljevu s američkom 5. flotom kako bi se testirala izvedivost laserskog oružja u pomorskom okruženju protiv topline, vlage, prašine i slane vode i kako bi se vidjelo koliko se snage koristi. Sustav ima skalabilne razine snage kako bi mogao ispaliti nesmrtonosni snop da zaslijepi sumnjivo plovilo i ispaliti jače snope za fizičko uništenje mete; raspon je klasificiran. Iako je susjedni Iran prijetio da će blokirati Hormuški tjesnac pomoću malih brodskih rojeva kojima se LaWS može suprotstaviti, on nije dizajniran niti postavljen posebno za upotrebu protiv bilo koje određene zemlje.
Nakon pregleda nekoliko klasa brodova kako bi se utvrdilo koji imaju raspoloživi prostor, snagu i hlađenje, odlučeno je da će se nakon planiranog stavljanja Poncea van pogona 2018. LaWS premjestiti na novi amfibijski transportni brod USS Portland (LPD-27) za testiranje na neodređeno vrijeme. Iskoristit će prostor i priključke za napajanje rezervirane za njegov vertikalni sustav lansiranja za smještaj LaWS energetskih i kontrolnih modula, dok će sam laser biti pričvršćen za palubu. Budući da će instalacija biti samo probna, LaWS neće biti integriran u brodski ratni sustav.
U siječnju 2018. mornarica je objavila ugovor vrijedan 150 milijuna dolara s Lockheed Martinom za proizvodnju još dvije LaWS jedinice koje će biti isporučene 2020.; jedan će biti postavljen na USS Arleigh Burke (DDG-51), dok će se drugi koristiti za testiranje na kopnu. Daljnje mogućnosti ugovora mogle bi povećati njegovu vrijednost na 942,8 milijuna dolara.